# Paljevštica
Paljevštica (Servisch cyrillisch Паљевштица) is een plaats in de Servische gemeente Brus. De plaats telt 56 inwoners (2002).